# NGC 187
NGC 187 là một thiên hà xoắn ốc có thanh nằm cách xa khoảng 3,2 triệu năm ánh sáng trong chòm sao Kình Ngư, mặc dù nó có thể ám chỉ Dải Ngân hà của chúng ta. Thiên hà này có một dải mây kéo dài, trong đó có khả năng các ngôi sao được sinh ra càng lâu càng tốt. Nó được phát hiện vào năm 1893 bởi William Herschel. 